# Pierre Ferret (1949)
Pour les articles homonymes, voir Pierre Ferret et Ferret.
Pierre Ferret, né en 1949 à Bordeaux, est un architecte français spécialisé dans le domaine des équipements et de l'architecture sportive.
Il est lauréat du prix de Rome en 1975.

## Biographie
Sportif et membre du Bordeaux étudiant club, Pierre Ferret s'intéresse au développement du sport par l'architecture, en incluant les contextes sociologiques et spatiaux[Quoi ?] des pratiques sportives. Il obtient le diplôme d'architecte DPLG en 1975 de l'École nationale supérieure des beaux-arts de Paris et de l'École nationale supérieure d'architecture et de paysage de Bordeaux. Il obtient le Grand prix de Rome en 1975.
Il intervient dans la construction de bâtiments sportifs et participe à l’élaboration du dossier de candidature de la France pour la coupe du monde 1998, celle de la Corée et du Japon en 2002, celle de l'Égypte en 2010. De tels équipements sont souvent conçus au sein de milieux complexes.
Correspondant de l'Académie d'architecture, il est président de l'Association de défense de l'architecture moderne (ADAM) et a été chargé de cours à l'université de Bordeaux (maîtrise de management de UFR STAPS).

## Famille
Pierre Ferret s'inscrit dans une lignée d'architecte  avec son grand-père Pierre Ferret et son père Claude Ferret.

## Œuvres
Pierre Ferret est  un des architectes du stade Pierre-Mauroy de Villeneuve-d'Ascq, en équipe avec Valode et Pistre.
Son cabinet obtient le marché de la réhabilitation d'une des œuvres de son père, le palais des congrès de Royan, au début des années 2020.